# Heeresunteroffiziersakademie
Die Heeresunteroffiziersakademie (HUAk) des Bundesheeres hat ihren Sitz in der Towarek-Schulkaserne in Enns (Oberösterreich).
Heute werden durch die Heeresunteroffiziersakademie jährlich etwa 250 Unteroffiziere und rund 250 Stabsunteroffiziere ausgebildet.

## Geschichte

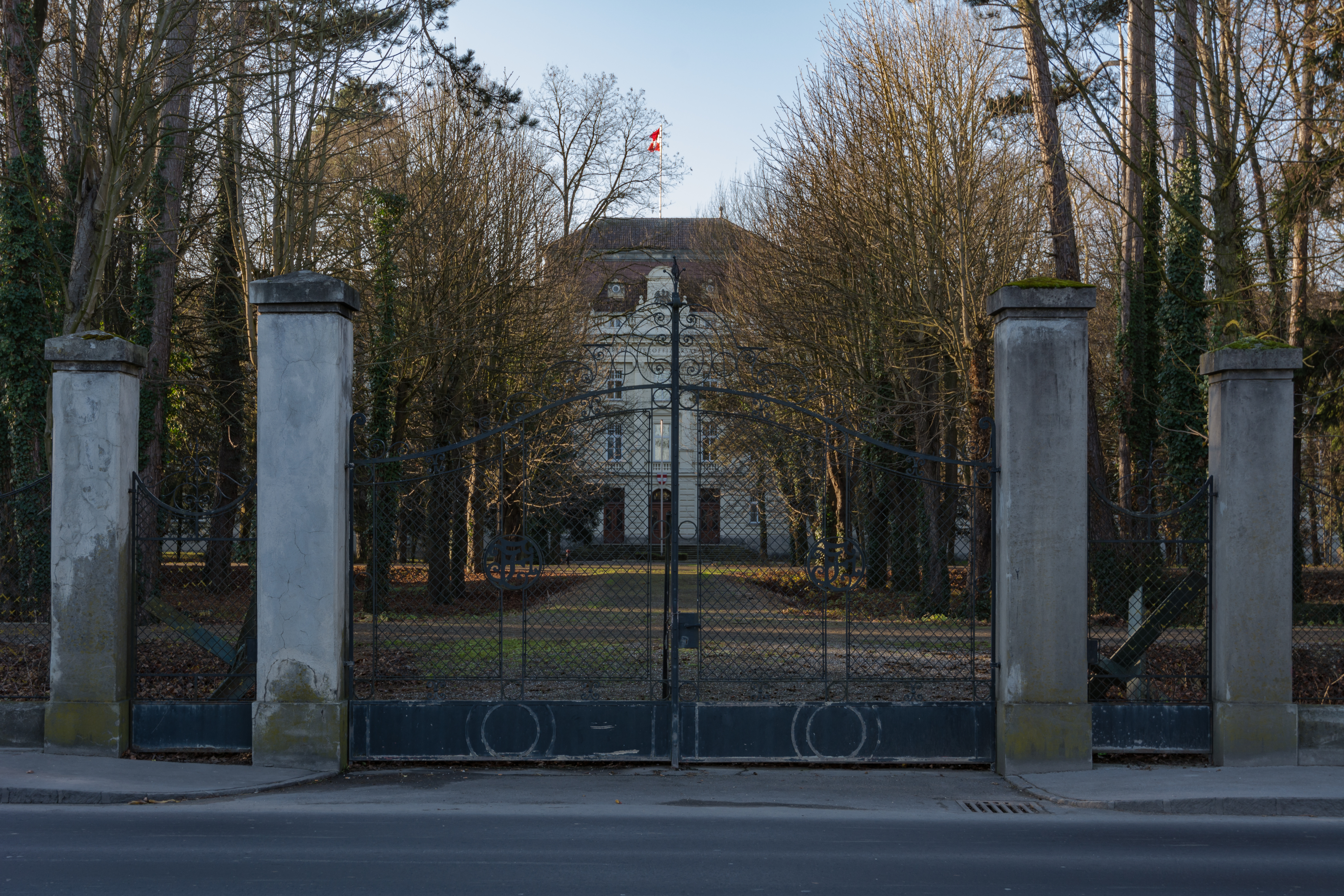
Heeresunteroffiziersakademie Enns, Allee zum Hauptgebäude

Das Gebäude der Heeresunteroffiziersakademie in Enns wurde von 1906 bis 1908 als Militärunterrealschule oder Kadettenschule erbaut. Bis 1918 wurden dabei pro Jahr 160 Zöglinge unterrichtet.
1919 diente die Kaserne für ein Jahr als Außenstelle des Bischöflichen Knabenseminars Petrinum aus Linz und von 1921 bis 1936 waren drei Klassen der Bürgerschule Enns im Unteroffiziersgebäude untergebracht, bevor sie in das alte Sparkassengebäude in der Stadt Enns übersiedelten.
Da dem Bundesheer nach dem Ersten Weltkrieg für die Ausbildung des Offiziersnachwuchses lediglich die Aufstellung einer einzigen Militärschule genehmigt worden war, wurde 1922 eine Heeresschule mit dem Kommando und den drei Jahre dauernden Offiziersanwärterkursen in Enns und später mit einem Kurs für die Körperausbildung in Wiener Neustadt eingerichtet.
1926 wurde dann auch für militärisch besonders begabte und bewährte Unteroffiziere durch einen zweijährigen Lehrgang an der Heeresschule die Offizierslaufbahn geöffnet, welche allerdings nur bis zum Dienstgrad Hauptmann führte.
Schon ab 1922 hatte aber eine eigene Ausbildung für die 107 aus der Volkswehr in das Erste Bundesheer übernommenen sogenannten „Volkswehr-Leutnante“, stattgefunden. Diese waren nämlich ohne besondere Vorbereitung ausschließlich aufgrund ihrer dienstlichen Leistungen zu Unteroffizieren ernannt worden.
1928 erfolgte die Umbenennung des dreijährigen Lehrganges für Maturanten in „Offiziersakademie“ und jenes für Unteroffiziere in „Offiziersschule“.
Im August 1934 kehrte die Militärakademie an ihren alten Standort in der Burg in Wiener Neustadt zurück. Der seinerzeitige Kommandant, Oberst Rudolf Towarek, wurde erster Leiter des wiedererrichteten Theresianums, nach ihm ist die Ennser Kaserne benannt. In die nun leere Kaserne in Enns rückte eine Kompanie des Alpenjäger-Regiments 8 ein, das bis dahin in Wels stationiert gewesen war.
In der Besatzungszeit nach Ende des Zweiten Weltkrieges beherbergte die Kaserne Soldaten der United States Army. Deren Aufgabe war es, die Zonengrenzen an der Enns zu überwachen.
Ab 1953 war in der Kaserne eine Abteilung der B-Gendarmerie, bestehend aus Maturanten verschiedener Gendarmeriegrundschulen, untergebracht.
Der 13. Jänner 1959 bildete dann die eigentliche Geburtsstunde der Heeresunteroffizierschule in Enns als zentrale Ausbildungsstätte aller Unteroffiziere des Österreichischen Bundesheeres. Mit Beginn einer neustrukturierten Unteroffiziersausbildung wurde 1995 die Heeresunteroffiziersschule (HUOS) zur Heeresunteroffiziersakademie aufgewertet.
Die Kaserne ist seit 1967 nach Generalmajor Rudolf Towarek, der in der Ersten Republik Kommandant der Theresianischen Militärakademie war, benannt.

## Ziele und Aufgaben
Die Heeresunteroffiziersakademie ist verantwortlich für die Aus-, Fort- und Weiterbildung der Unteroffiziere des Österreichischen Bundesheeres zu Führungskräften. Die Ausbildung erfolgt dabei in Übereinstimmung mit der jeweiligen Einsatzkonzeption des Bundesheeres nach den Prinzipien der Erwachsenenbildung und berücksichtigt neben der fachlichen auch die soziale Kompetenz.

### Unteroffizierslehrgang
In 44 Wochen wird im Bundesheer der Unteroffizier ausgebildet. Zunächst muss eine einwöchige Zulassungsprüfung absolviert werden, danach folgt eine 15-wöchige Ausbildung in:
- Ausbildungsmethodik
- Führungsverhalten
- Ausbildung zum Ausbilder
- Führen im Gefecht
- Rechtskunde
- Wehrpolitische Ausbildung

Umrahmt wird das Ganze von einem sportlichen Training.
Danach folgt in sechs Wochen die praxisnahe „Allgemeine Basisausbildung“ und wiederum ein Block von sieben Wochen an der Akademie mit den Themen:
- Heereskunde, Gefechtslehre
- Peace Support Operation
- Unteroffiziersleitbild
- Belastungsübung
- Waffen- und Schießdienst
- Dienstbetrieb
- Versorgung

Bei der Truppe wird der angehende Unteroffizier dann in 14 Wochen fachlich ausgebildet. Den Abschluss bildet das einwöchige Ausmusterungsseminar in der Akademie.

### Stabsunteroffizierslehrgang
Der Stabsunteroffizierslehrgang des Bundesheeres dauert 43 Wochen und umfasst vier Blöcke. Der erste Block besteht aus einer einwöchigen Zulassungsprüfung an der Akademie.
Ist die Zulassungsprüfung bestanden, folgt eine 24-wöchige Ausbildung in den Bereichen:
- Führen im Einsatz
- Heereskunde
- Stabsdienst
- Dienstbetrieb
- Rechtskunde
- Politische Bildung
- Persönlichkeitsbildung
- Ausbildungsmethodik
- Körperausbildung
- Fremdsprachenausbildung

Umrahmt wird das Ganze von einer sportlichen und sportpädagogischen Ausbildung durch die Bundesanstalt für Leibeserziehung.
Im dritten, 17-wöchigen Block wird der Soldat in seiner Waffengattung in der Truppe weitergebildet. An der Akademie folgt dann der letzte Block mit der einwöchigen Abschlussprüfung.

### Folgeverwendung
Darüber hinaus wird ein Fortbildungslehrgang für gehobene Folgeverwendungen mit acht Wochen Dauer angeboten:
- Stabsdienst
- Gefechtsstand-Betrieb
- Stabsrahmenübung
- Präsentationstechnik
- Führung
- Verhandlungsführung
- Führungsunterstützung
- Projektmanagement
- Persönliche Arbeitstechnik
- Projektarbeit
- CISM (Critical Incident Stress Management)
- Ausbildung
- Berufsethik
- Rechtskunde
- Politische Bildung
- Körperausbildung
- Fremdsprachenausbildung (Militärisches Fachenglisch)[3]

## Absolventen der verschiedenen Schulen
Von 1922 bis 1934 wurden 400 Offiziere in Enns ausgebildet:
- der ehemalige Volkswehr-Leutnant und spätere Gauleiter von Niederösterreich, Hauptmann Josef Leopold
- der Linzer Robert Bernardis, der am 20. Juli 1944 als einziger Österreicher in Berlin bei dem Attentat auf Hitler und dem anschließenden Staatsstreichversuch eine Schlüsselrolle spielte und dabei sein Leben opferte. An Robert Bernardis erinnert seit 2004 ein Denkmal auf dem Areal der Heeresunteroffiziersakademie.
- der erste Generaltruppeninspektor des Zweiten Österreichischen Bundesheeres, Erwin Fussenegger
- der Linzer Ritterkreuzträger und Widerstandskämpfer Heinrich Kodré